# 馬舒拉維爾 (密西西比州)
馬舒拉維爾（英語：Mashulaville）是位於美國密西西比州諾克蘇比縣的非建制地區。

## 歷史
馬舒拉維爾的郵局於1838年設立，其後於1960年停運。當地於1900年時有人口125人。

## 地理
馬舒拉維爾所處的海拔為高於海平面81米（即266英呎），而該地所採用的時區為UTC-6，即北美中部時區（CST）。同時該地設有夏令時間，為UTC-6調快一小時，即UTC-5（CDT）。